# Zasłaŭje
Zaslaŭe (in bielorusso Заслаўе?, [zasɫau̯je]; in russo Заславль?, Zaslavl'; in polacco Zasław) è una cittadina storica della Bielorussia situata nella regione di Minsk e, segnatamente, nel distretto di Minsk, di cui è il centro più popoloso,  a 20 chilometri a nord ovest della capitale Minsk. Nel 2025 la sua popolazione era di 17.317 abitanti.

## Storia
Secondo le cronache, Zasłaŭje fu fondata nel 985 d.C da Vladimir I di Kiev che mando in esilio la moglie Rogneda a vivere qui con il loro figlio Izjaslav di Polack, fondatore della casato principesco di Polack. Il paese prese il nome di Izjaslav da cui deriva il nome attuale di Zasłaŭje.
Nei primi anni del Medioevo la città fu sede del Ducato di Zasłaŭje. Nel XI secolo d.C., la città fu fortificata, trasformandola in una Detinec, città fortezza. La città all'interno delle fortificazioni, comprendendo lo Zemaček, il castello, posto sulla cima di una collina sulla riva destra del fiume Svisloče, che occupava un'area di 1,5 ettari, si estendeva su un'area di 9-9,5 ettari; oggi gran parte del suo territorio è stato designato come area archeologica.
Nel 1070 la parrocchia di Izjaslav, fu data, insieme ad altre parrocchie, a Vseslav di Polack e in parte a suo figlio Davyd.
Alla fine del XIII secolo Zasłaŭje divenne parte del Granducato di Lituania, dove diventò una grande città. Nel 1345 il Granduca Sigismund Kęstutaitis diede la città a Javnutu Gediminovič, suo fratello minore, i cui discendenti assunsero il nome di principi Zaslavsky. Nel corso della Guerra civile lituana (1432-1439) il principe Svidrigaylo conquistò e bruciò la città catturandone tutti gli abitanti.
Durante il periodo della Riforma, la città fu un rifugio per i seguaci del Calvinismo e Socinianesimo. Nel 1539 il possesso della città passò a Zaslavl Glebovič. Secondo la riforma amministrativa-territoriale (1565-1566) la città divenne parte del Powiat di Minsk, Voivodato di Mińsk. Nel seconda metà del XVI secolo qui vi era una scuola d'incontro e lavoro calvinista e una stamperia in cui Simon Budny stampava bibbie. All'inizio del XVII secolo venne eretta la chiesa calvinista di San Michele Arcangelo. 
Nel 1655, durante la Guerra russo-polacca combattuta dal (1654-1667) le truppe del Gran Ducato di Mosca, diedero fuoco alla città distruggendo completamente il cancello del castello e il palazzo. 
Nel 1678 l'intero territorio venne trasferita alla nobile famiglia lituana dei Sapieha. Nel 1684 (secondo altre fonti, anche nel 1676), Karl J. Sapieha e sua moglie Christine fondarono un monastero domenicano. 
Secondo l'inventario del 1698 il luogo in cui sorgeva, tranne, forse, la chiesa di Euridice, era Fumo 89 nella quarta strada, a piazza del mercato.
Nel 1753 passò in possesso del vicecancelliere Antonij Pšezdeckij. Nel 1772, il Re e Granduca Stanislao Augusto Poniatowski concesse alla città il privilegio di ospitare quattro fiere ogni anno e aste settimanali. Nel seconda metà del XVIII secolo era operativa una fabbrica di mattoni e una fabbrica di tessuti.
Come risultato della seconda spartizione della Polonia nel 1793 Zasłaŭje divenne parte dell'Impero russo, come parte del Governatorato di Minsk. Lo stato russo declassò la città a villaggio. 
Per la partecipazione alla Rivolta di Gennaio dei polacchi, 1863-1864, le autorità russe confiscarono Zasłaŭje alla casata nobiliare polacca dei Prušinski di fede cattolica.
Nel 1873 la città fu aperta la stazione ferroviaria sulla nuova linea ferroviaria Liepāja-Romny.
A partire dal 1904 erano in funzione due scuole, un ospedale con 10 posti letto, una farmacia, un ufficio postale; e 2 chiese. Il 15 aprile 1906 la polizia russa scoprì una scuola polacca clandestina in cui Antonina Voyzbun insegnava lingua polacca a 25 bambini tra gli 8 e 17 anni.
Nel novembre del 1917 i bolscevichi occuparono Zasłaŭje. Durante la guerra sovietico-polacca, dal 1919-1920 la città fu sotto temporanea amministrazione polacca come centro comune del distretto di Minsk della Regione di Minsk, facente parte a sua volta del Pubblico Consiglio delle terre orientali. Secondo il Trattato di Riga del 1920, Zasłaŭje rimase parte della RSS Bielorussia. Dal 1924 al 1959 fu centro amministrativo di distretto.
Durante la Seconda guerra mondiale la città, dal 28 giugno 1941 al 4 luglio 1944, come il resto della Bielorussia, fu sotto l'occupazione tedesca.
Nel 1939, la popolazione ebraica comprendeva il 9% della popolazione totale della città, 248 persone. 
Nell'ottobre 1941, i tedeschi riunirono 100 ebrei della città in un edificio precedentemente occupato dalla guardia di frontiera sovietica che adibirono come ghetto. Alle persone imprigionate fu vietato di andare in cerca di cibo al di fuori del ghetto e tantomeno di riceverlo. Il ghetto era circondato da una recinzione ed era sorvegliato giorno e notte. 
Il 26 settembre e il 27 settembre, 1941, tutti i maschi ebrei furono uccisi, almeno 20 persone in totale, 12 dei quali bruciati nel palazzo. Il 29 settembre, circa 100 ebrei, per lo più donne, bambini e anziani, vennero prelevati e portati fuori dal ghetto con carri a cavallo con il pretesto di un futuro reinsediamento a Minsk. 
Furono tutti fucilati e gettati in una fossa comune nella foresta vicino al villaggio di Sloboda. Per un mese, successivamente alla liquidazione del ghetto, 35 donne ebree vennero tenute in una delle case sulla strada Bazarnaja. Sfruttate per diversi tipi di lavoro forzato, alla fine furono tutte fucilate il 29 ottobre 1944.
Nel 1985 riottenne lo status di città.